# رو در برابر وید

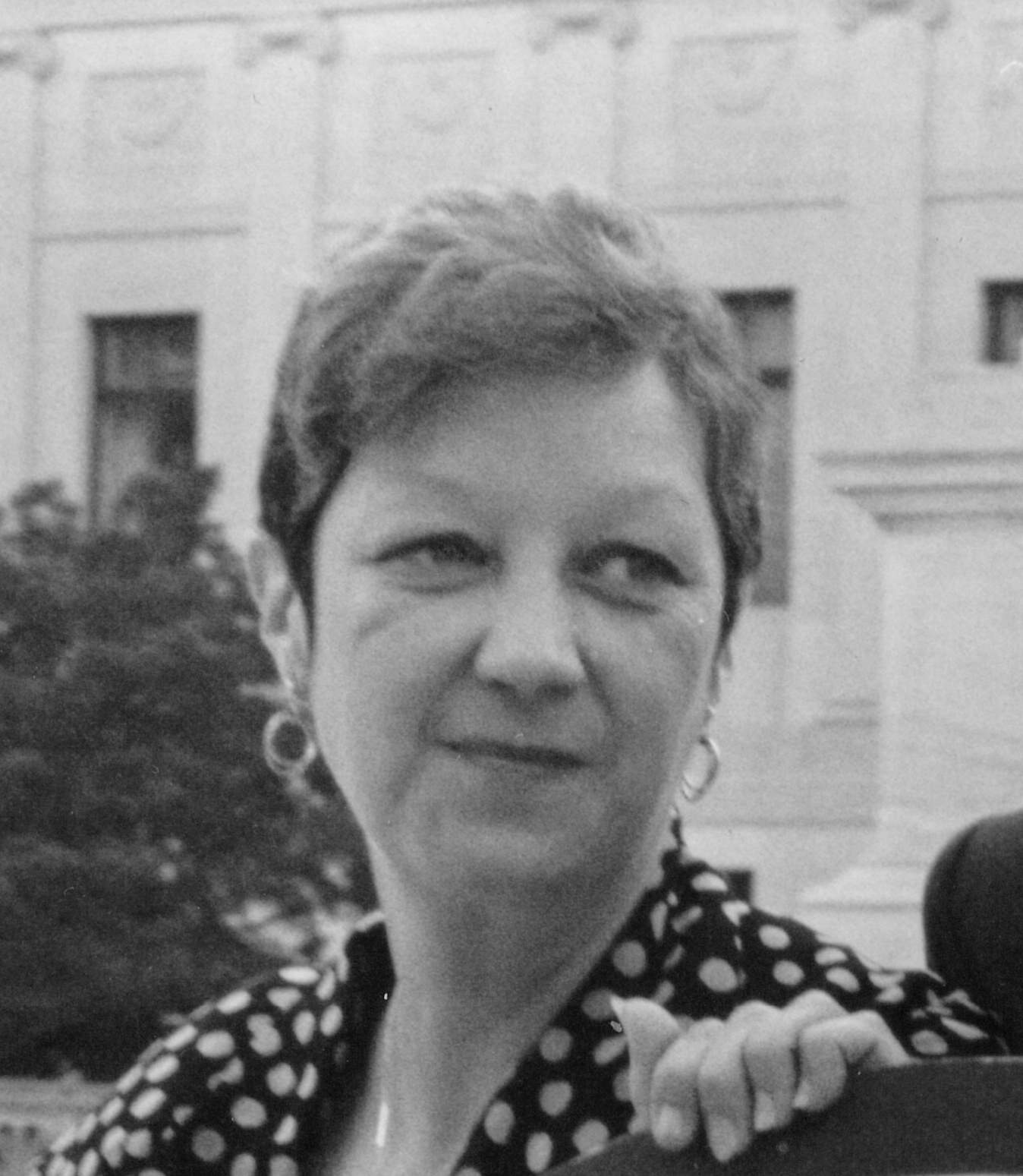
نورما مک‌کوروی (جین رو، خواهان پرونده)

رو علیه وید (Roe versus Wade) حکم تاریخی دیوان عالی ایالات متحدهٔ آمریکا در سال ۱۹۷۳ درخصوص قانونی‌شدن سقط جنین بود که در آن دیوان عالی حکم داد که قانون اساسی ایالات متحده آمریکا از آزادی زن برای انتخاب انجام سقط جنین بدون محدودیت‌های مفرط دولتی پشتیبانی می‌کند. این حکم باعث برچیده شدن بسیاری از قوانین فدرال و ایالتی در زمینه سقط جنین و برانگیختن بحث‌های ادامه‌داری در سطح ایالات متحده شد، از جمله در این خصوص که آیا سقط جنین باید قانونی باشد یا خیر، چه کسی باید در خصوص قانونی بودن سقط جنین تصمیم بگیرد، دیوان عالی در رسیدگی به پرونده‌های مربوط به قانون اساسی از چه شیوه‌هایی باید استفاده کند، و نقش دین و دیدگاه‌های اخلاقی در این تصمیم چه باید باشد. پرونده «رو در برابر وید» شکلی تازه به سیاست آمریکا داد و بخش زیادی از مردم این کشور را به دو دسته موافقان و حامیان سقط جنین و مخالفان سقط جنین (جنبش حامیان زندگی) تقسیم کرد و همزمان جنبش‌های مردمی از سوی هر دو گروه شکل گرفت.

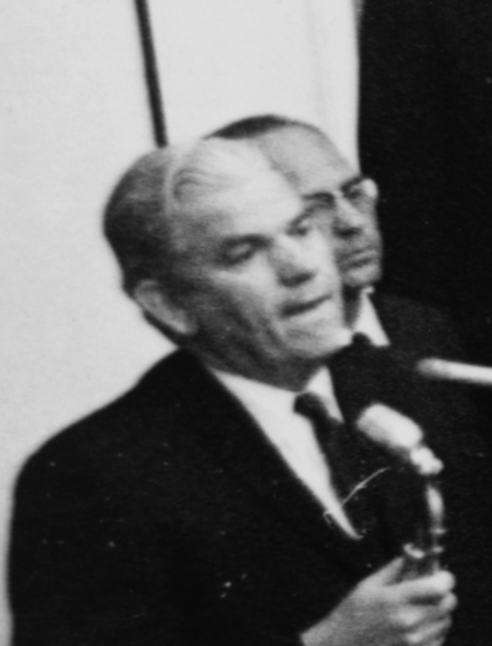
هنری وید (خوانده پرونده)

این پرونده در خصوص فردی به نام نورما مک‌کوروی - که در پرونده با نام مستعار جین رو (انگلیسی: Jane Roe) از او نام برده می‌شود - است که در سال ۱۹۶۹ برای بار سوم باردار شده بود. مک‌کوروی خواهان سقط جنین بود. اما او در تگزاس زندگی می‌کرد و سقط جنین در این ایالت جز در صورت در خطر بودن جان مادر غیرقانونی بود. او به دو وکیل به نام‌های سارا ودینگتون و لیندا کافی مراجعه کرد و این دو وکیل به نمایندگی از او در دادگاه فدرال علیه دادستان آن ناحیه، هنری وید(انگلیسی: Henry Wade) شکایت کردند و بیان کردند که قوانین سقط جنین ایالت تگزاس مغایر با قانون اساسی است. هیئتی متشکل از ۳ قاضی دادگاه ناحیه شمالی تگزاس پرونده را رسیدگی کرده و به نفع مک‌کوروی حکم دادند. پس از آن ایالت تگزاس درخواست تجدیدنظر خود را مستقیماً به دیوان عالی ایالات متحده فرستاد.
در ژانویه ۱۹۷۳ دیوان عالی در حکم خود که با ۷ رأی موافق و ۲ رأی مخالف صادر شد اعلام کرد که اصل رویه عادلانه در متمم چهاردهم قانون اساسی ایالات متحده آمریکا «حق بر حریم خصوصی» افراد را به رسمیت شناخت؛ بنابراین زن باردار حق دارد انتخاب کند که سقط جنین انجام بدهد یا خیر. البته دیوان عالی در همین حکم اضافه کرد که این حق، مطلق نیست و باید میان این حق از یکسو و منافع دولت در زمینه پشتیبانی از سلامت زنان و حفاظت از حیات جنین از سوی دیگر، تعادل برقرار شود. دیوان برای برقراری تعادل میان این دو، مقررات ایالتی در زمینه سقط جنین را با سه دوره زمانی بارداری گره زد: طی سه ماه اول بارداری، دولت‌های ایالتی به‌هیچ‌وجه نمی‌توانند سقط را ممنوع کنند؛ طی سه ماه دوم بارداری، دولت‌های ایالتی می‌توانند مقررات معقول در رمینه سلامت وضع کنند؛ و طی سه ماه سوم بارداری، سقط جنین می‌تواند به‌کلی ممنوع شود به این شرط که قوانین مربوط مواردی را که سقط جنین برای نجات جان یا سلامت مادر است مستثنی کنند. دیوان عالی، حق انتخاب سقط جنین را به عنوان یکی از حقوق بنیادی طبقه‌بندی کرد و به همین دلیل دادگاه‌ها موظف شدند که پرونده‌های شکایت از قوانین سقط جنین را طبق استاندارد بررسی دقیق (انگلیسی: strict scrutiny) که بالاترین درجه رسیدگی قضائی در ایالات متحده است مورد رسیدگی قرار بدهند.
برخی از چهره‌های جامعه حقوقی آمریکا این حکم را مورد انتقاد قرار داده و آن را شکلی از کنشگری قضایی نامیدند. دیوان عالی حکم خود را در سال ۱۹۹۲ در پرونده پلند پرنت‌هود علیه کیسی اصلاح کرد. در این پرونده، دیوان دوباره تأیید کرد که حق زن برای انتخاب سقط جنین مورد پشتیبانی قانون اساسی است اما چارچوب دوره‌های سه‌ماهه‌ای را که در حکم رو علیه وید اعلام کرده بود کنار گذاشت و استانداردی مبتنی بر توانایی بقای جنین (انگلیسی: fetal viability) را مطرح کرد. دیوان همچنین الزام رسیدگی به پرونده‌های شکایت از قوانین سقط جنین طبق استاندارد بررسی دقیق را لغو کرد.
در ۲۴ ژوئن ۲۰۲۲ دیوان عالی در حکم دابز علیه سازمان سلامت زنان جکسن حکم رو علیه وید را لغو و اعلام کرد که حق سقط جنین ریشهٔ عمیقی در تاریخ یا سنت ملت آمریکا ندارد و در سال ۱۸۶۸ که اصل رویه عادلانه در قانون اساسی آمریکا وارد شده، سقط جنین به عنوان یک حق شناخته نمی‌شده‌است. دیوان عالی اعلام کرد مقامی که باید مقررات سقط جنین را وضع کند مردم و نمایندگان منتخب آنها (در سطح ایالتی) هستند. این نظرات از سوی قضات مخالف حکم در دیوان عالی و همچنین برخی مورخان حقوقی مورد انتقاد قرار گرفته‌است. از جمله از این جهت که بسیاری از حقوق دیگر مانند پیشگیری از بارداری، ازدواج بین نژادی، رابطه و ازدواج دو همجنس هم در زمان تصویب اصل رویه عادلانه وجود نداشته‌اند. این حکم دیوان عالی مورد پشتیبانی جنبش‌های مخالف سقط جنین و مخالف جنبش‌های حامی حق سقط جنین در ایالات متحده قرار گرفت و از سوی ناظران بین‌المللی و رهبران خارجی نیز محکوم شد.

## پیشینه

### تاریخچه قوانین سقط جنین در ایالات متحده آمریکا
طبق مفاد حکم دیوان عالی در پرونده «رو علیه وید» قوانین کیفری محدودکننده سقط جنین در اکثر ایالت‌های آمریکا پیشینه چندان طولانی ندارند. قاضی هری بلک‌مون اشاره کرد که سقط جنین در روزگار یونان و روم، بدون هیچ‌گونه محذوریت اخلاقی انجام می‌شده‌است. قاضی بلک‌مون به رویکردها و قوانین مختلف تاریخی در زمینه سقط جنین، اختلاف نظر رهبران در این حیطه و قوانین و پرونده‌های تعیین‌کننده در موضوع سقط جنین اشاره کرد. در ایالات متحده، ایالت کنتیکت در سال ۱۸۲۱ اولین قانون ایالتی برای جرم‌انگاری سقط جنین را وضع کرد. تا سال ۱۹۰۰ همه ایالت‌ها قوانینی در زمینه سقط جنین داشتند. در ایالات متحده، سقط چنین گاهی جرم کامن لا تلقی می‌شد. اما جمع‌بندی قاضی بلک‌مون این بود که جرم‌انگاری سقط جنین «ریشه‌ای در سنت کامن‌لای انگلیسی ندارد». مقامات قانونی به جای دستگیری زنانی که سقط جنین کرده بودند از آنها پرس‌وجو می‌کردند تا بفهمند چه شخصی سقط را برایشان انجام داده تا بتوانند کسب و کار او را تعطیل کنند.
در سال ۱۹۷۱ پرسنل بیمارستانی در فلوریدا گزارش دادند که زنی به نام شرلی ویلر سقط چنین غیرقانونی انجام داده و این زن متهم به قتل بدون قصد قبلی (manslaughter) شد. شرلی ویلر محکوم به دو سال تعلیق مراقبتی شد و باید برای طی این دوره به خانه والدینش در کارولینای شمالی می‌رفت. «ائتلاف زنان حامی سقط جنین در بوستون» تظاهراتی در حمایت از شرلی ویلر در بوستون برگزار کرد و اعضای «ائتلاف ملی زنان حامی سقط جنین» (WONAAC) هم در این تظاهرات سخنرانی کردند. ویلر احتمالاً نخستین زنی بود که به دلیل انجام سقط جنین به جهت کیفری محکوم شد. دیوان عالی ایالت فلوریدا مدتی بعد محکومیت او را لغو کرد.
پس از تصویب قانون سقط درمانی کالیفرنیا در ۱۹۶۷ تقاضای انجام سقط جنین در این ایالت عملاً قانونی شد. زنان باردار می‌توانستند از ایالات دیگر آمریکا به کالیفرنیا سفر کنند و سقط جنین قانونی انجام بدهند البته اگر توان مالی این کار را داشتند. به یکی از پروازهای دالاس به لس آنجلس لقب «مخصوص سقط جنین» داده بودند. چراکه بسیاری از مسافران این پرواز صرفاً برای همین کار راهی لس‌آنجلس بودند. سفرهای طراحی‌شده و مشخصی هم برای این کار ایجاد شده بود که به نام «پلان غیرخانوادگی» (non-family plan) مشهور بود.

### دهه ۱۹۶۰
مسئلهٔ سقط جنین تا اوایل دههٔ ۱۹۶۰ جایی در منازعات اجتماعی ایالات متحدهٔ آمریکا نداشت. تا آن زمان، عمل سقط جنین بر اساس قوانین و مقررات سده نوزدهم به مرحلهٔ اجرا گذاشته می‌شد. به عبارت دیگر سقط جنین اقدامی غیردینی و غیراخلاقی تلقی می‌شد که تنها در صورت مرگ حتمی مادر، پزشکان مبادرت به این عمل می‌کردند. اما تحولات اجتماعی دههٔ ۱۹۶۰ و رشد گرایش‌های لیبرالیستی در جامعه، مسئلهٔ آزادی سقط جنین را به یکی از موضوعات مهم در چالش‌های ایدئولوژیکی آمریکا بدل کرد.
دههٔ ۱۹۶۰ دههٔ تغییرات شگرف در جامعهٔ آمریکا بود. از یکسو نژاد سرکوب شدهٔ سیاه به پاخاست و طی مبارزات طولانی توانست به قانون حقوق مدنی با هدف رفع تبعیض‌ها دست یابد و از سوی دیگر جنبش‌های فمینیستی، کسب برابری حقوق زن و مرد را سرلوحهٔ فعالیت‌های سیاسی و اجتماعی خود قرار دادند. در این دهه به قدرت رسیدن افرادی نظیر جان اف. کندی و جانشینش، لیندون جانسون بهترین فرصت را برای لیبرال‌ها مهیا کرد تا جامعهٔ آمریکا را از قالب محافظه‌کاری خارج کند. جانسون شعار «جامعهٔ بزرگ» را سر داد که در آن، حقوق کلیهٔ گروه‌های اجتماعی به رسمیت شناخته می‌شد. در آن زمان، افزون بر رنگین‌پوستان، زنان نیز خواهان کسب حقوق جدید بود. از دید گروه‌های فمینیستی (زن‌گرا) در حال رشد، سقط جنین، حق مسلم سیاسی زنان آمریکا تلقی می‌شد.
البته بحث حق سقط جنین برای زنان یک شبه به وجود نیامد، بلکه محصول چند سال مقاومت و ایستادگی فمینیست‌ها بود. در سال ۱۹۶۲ یک رویداد در ظاهر کم‌اهمیت مسئلهٔ سقط جنین را در آمریکا به موضوع روز تبدیل کرد. ماجرا از این قرار بود که یک زن جوان به نام «شری فینکبین» در ایالت کالیفرنیا از پزشکان خود درخواست سقط جنین کرد. اما از آنجا که قوانین ایالتی در این خصوص صراحت نداشت، مسئولان بیمارستان از انجام عمل سقط جنین سر باز زدند. به همین دلیل فینکبین راهی سوئد شد و جنین خود را سقط کرد. چاپ خبری این اقدام و همچنین سخنان نیشدار پزشکان سوئدی تا چند ماه مورد توجه افکار عمومی مردم آمریکا بود. مدتی پس از این ماجرا یک اپیدمی سرخجه در کالیفرنیا از راه رسید. پزشکان هشدار دادند که فرزندان مادران باردار مبتلا به بیماری سرخجه ناقص‌الخلقه به دنیا خواهند آمد. اما علی‌رغم چنین هشدارهایی این‌بار نیز مسئولان بیمارستان‌ها به دلیل نگرانی از تعقیب قانونی تن به انجام سقط جنین مادران بیمار ندادند.
این حوادث در ایالت کالیفرنیا توجه گروه‌های فمینیستی را به خود جلب کرد. سازمان ملی زنان به عنوان یکی از تشکل‌های حامی برابری حقوق زنان از قانونگذاران فدرال و ایالتی خواستند با انجام سقط جنین موافقت نمایند. البته در ابتدا گروه‌های فمینیستی از منظر پزشکی و سلامت جان مادران چنین خواسته‌ای را مطرح می‌کردند. اما پس از آنکه این گروه‌ها به سوی رادیکالیسم متمایل شدند آزادی سقط جنین بدون قید و شرط را خواستار شدند.
سقط جنین با هدف نجات جان مادران از مرگ به تدریج تا اواخر دههٔ ۱۹۶۰ متأثر از فضای لیبرالیستی جامعه در برخی از ایالت‌های آمریکا مورد قبول واقع شد. ایالت‌های کالیفرنیا، کلرادو و کارولینای شمالی از اولین ایالت‌های بودند که سختگیری‌های مذهبی و اجتماعی سقط جنین را به کناری گذاشتند. اینگونه تصمیمات با توجه به روحیه مذهبی مردم و وجود نهادهای قدرتمند ضد سقط جنین نظیر کلیسا، اقدامی رو به جلو برای گروه‌های فمینیست تلقی می‌شد. اما در عین حال عقب‌نشینی مجالس قانونگذاری برخی ایالت‌ها این گروه‌ها را برای طرح خواسته‌های بیشتر تشویق کرد. از نظر فمینیست‌ها، انجام سقط جنین بنابر ضرورت‌های پزشکی هرگز نمی‌توانست تأمین کنند حقوق برابر زنان باشد. چرا که اگر زنی در اثر تجاوز یا به زور باردار می‌شد نمی‌توانست در مورد نگهداشتن یا از بین بردن فرزند ناخواستهٔ خود تصمیم بگیرد. به اعتقاد فمینیست‌ها این مسئله در تضاد با اصل برابری کلیهٔ شهروندان از جمله برابری زنان و مردان قرار داشت. بدین ترتیب دههٔ ۱۹۶۰ که با درخواست سقط جنین پزشکی آغاز شده بود با درخواست بی‌قید و شرط آن پایان یافت.
تصمیم نمایندگان مجلس ایالتی نیویورک در سال ۱۹۷۰ زمینه را برای گروه‌های فمینیستی که خواهان سقط جنین غیرپزشکی بودند فراهم کرد. با این مصوبه برای نخستین‌بار به مادران اجازه داده شد که در سه ماه اول بارداری سقط جنین کنند؛ حتی اگر برای این تصمیم ضرورت‌های پزشکی نیز وجود نداشته باشد. تا دو سال بعد برخی از ایالت‌های آمریکا در مناطق نیوانگلند و غرب این کشور که به نسبت جنوب و میدلند لیبرال‌تر بودند راه نیویورک را در پیش گرفتند. این تحولات در حالی روی می‌داد که علی‌رغم دههٔ ۱۹۶۰ راستگرایان حزب جمهوریخواه ایالات متحدهٔ آمریکا در کاخ سفید حاکم بودند. اما از آنجا که گرایش‌های لیبرالیستی عصر کندی-جانسون هنوز در جامعهٔ آمریکا قوی بود و دموکرات‌ها اکثریت کنگرهٔ ایالات متحدهٔ آمریکا را در دست داشتند مقاومت محافظه‌کاران در مقابل آزادی سقط جنین بی‌حاصل ماند. این روند سرانجام جامعهٔ آمریکا را حول موضوع سقط جنین به دو گروه کاملاً جداگانه تقسیم کرد. از این رو سرانجام دیوان عالی آمریکا به عنوان عالی‌ترین مرجع حقوق کشور وارد عمل شد و حکم تاریخی خود را در خصوص این موضوع حساس ملی در سال ۱۹۷۲ صادر کرد.

## آغاز پرونده
در ژوئن ۱۹۶۹ زنی ۲۱ ساله به نام نورما مک‌کوروی متوجه شد که سومین فرزندش را باردار است. او به دالاس برگشت و دوستانش توصیه کردند بگوید که مورد تجاوز قرار گرفته چون به اشتباه فکر می‌کردند که قوانین تگزاس در صورت تجاوز و زنای با محارم اجازه سقط جنین را می‌دهد. در حالی که قوانین تگزاس فقط برای نجات جان مادر سقط را مجاز می‌دانست. نورما مک‌کوروی تلاش کرد سقط غیرقانونی انجام بدهد اما متوجه شد که کلینیک موردنظر او غیرمجاز شناخته شده و توسط پلیس پلمپ شده‌است. او در نهایت به دو وکیل به نام‌های سارا ودینگتون و لیندا کافی مراجعه کرد تا موضوع را از مجاری قانونی دنبال کند.اما پیش از تصمیم‌گیری نهایی در این پرونده، بچه او به دنیا آمد و به فرزندخواندگی داده شد.
در سال ۱۹۷۰ سارا ودینگتون و لیندا کافی به وکالت از نورما مک‌کوروی (با نام مستعار جین رو) در دادگاه ناحیه شمالی تگزاس طرح دعوا کردند. متهم این دعوا دادستان این ناحیه هنری وید بود که به نمایندگی از دولت ایالت تگزاس حاضر می‌شد. مک‌کوروی دیگر مدعی وقوع تجاوز نبود و بعدها اذعان کرد که در این باره دروغ گفته به این امید که بتواند قوانین ایالت تگزاس را دور بزند. در نظرات قضائی این پرونده هم هیچ اشاره‌ای به تجاوز نشده‌است.
در ۱۷ ژوئن ۱۹۷۰ هیئتی متشکل از سه قاضی به نام‌های سارا تی. هیوز، ویلیام مک‌لفلین تیلور جونیور، و آیروینگ لوب گلدبرگ، به اتفاق رأی دادند که قانون تگزاس مغایر قانون اساسی ایالات متحده آمریکا است و «حق بر حریم خصوصی» مندرج در متمم نهم قانون اساسی را نقض می‌کند. دادگاه در حکم خود به رأی قاضی آرتور گلدبرگ در پرونده گریزولد علیه کانتیکت (انگلیسی: Griswold v. Connecticut) در سال ۱۹۶۵ نیز استناد کرد. در عین حال دادگاه حاضر نشد برای جلوگیری از اجرای این قانون، قرار صادر کند.

## حکم دیوان عالی
در ۲۲ ژانویه ۱۹۷۳ دیوان عالی با اکثریت ۷ به ۲ به نفع نورما مک‌کوروی (جین رو) حکم داد. دیوان در این رأی اعلام کرد که زنان در ایالات متحده آمریکا در انتخاب سقط جنین دارای حق بنیادین هستند و قانون ممنوعیت سقط جنین در تگزاس مخالف قانون اساسی است. حکم این پرونده همراه با حکم پرونده «دو علیه بولتون» (انگلیسی: Doe v. Bolton) صادر شد که شکایت مشابهی علیه قوانین سقط جنین جورجیا مطرح کرده بود.

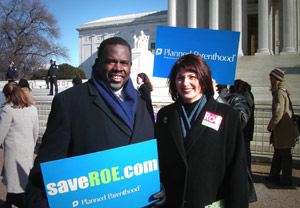
آلبرت وین و گلوریا فلت در تظاهراتی برای پشتیبانی از شاکی پرونده رو در برابر وید (۲۰۰۳)

### نظر دیوان
هفت قاضی دیوان در این پرونده واجد اکثریت آراء بودند و نظریه جمعی این هفت نفر را قاضی هری بلک‌مون تهیه کرد. در این نظریه وقایع پرونده، مسائل مربوط به آیین دادرسی و قابلیت پیگیری قضایی و سپس مسائل اصلی پرونده و نسبت آن با قانون اساسی آمریکا طرح شده‌است.

#### مسئله خاتمه‌یافتن دعوا
دیوان در رأی خود ابتدا به اصل خاتمه‌یافتن دعوا (انگلیسی: mootness) پرداخت که به‌طور کلی دادگاه‌های فدرال آمریکا را از استماع پرونده‌هایی که به اصطلاح دیگر «زنده» نیستند منع می‌کند. در صورت اعمال این اصل در شرایط عادی، فرجام‌خواهی مک‌کوروی خاتمه‌یافته محسوب می‌شد. چون او فرزندش را به دنیا آورده بود و رأی دیوان دیگر نمی‌توانست هیچ تأثیری بر وضعیت او داشته باشد. اما دیوان به این نتیجه رسید که این پرونده یکی از استثنائات این قاعده است. بلک‌مون در رأی دیوان اشاره کرد که بارداری به صورت طبیعی سریع‌تر از روند فرجام‌خواهی یک پرونده به پایان می‌رسد: «اگر بنا بر این باشد که پایان بارداری را باعث خاتمه یافتن دعوا بدانیم اقامه دعاوی مربوط به بارداری به‌ندرت از مرحله رسیدگی بدوی فراتر می‌رود و مرحله فرجام‌خواهی عملاً سلب می‌شود».

#### سقط جنین و حق بر حریم خصوصی
دیوان پس از حل مسئله خاتمه‌یافتن دعوا و سمت طرفین دعوا، وارد مسئله اصلی پرونده یعنی مطابقت قانون سقط جنین تگزاس با قانون اساسی شد. ابتدا وضعیت حقوقی سقط جنین در تاریخ قوانین رومی و کامن‌لای انگلیسی-آمریکایی بررسی می‌شود و سپس تحولات مثبت روش‌ها و فناوری‌های پزشکی مورداستفاده در سقط جنین مورد بازبینی قرار می‌گیرد.
پس از مطالعه تاریخی، دیوان مفهوم «حق بر حریم خصوصی» طبق قانون اساسی را طرح می‌کند که در پرونده‌های قدیمی‌تر مربوط به کنترل والدین بر فرزندپروری و خودمختاری در زمینه پیشگیری از بارداری به میان آمده بود. سپس دیوان حکم داد که آزادی‌های تضمین‌شده در قانون اساسی، حق بر حریم شخصی را پوشش می‌دهد و همین حق حافظ انتخاب زن باردار برای انجام یا عدم انجام سقط جنین است.
دیوان استدلال کرد که ممنوعیت سقط جنین، به چند دلیل، ناقص حق بر حریم شخصی زن باردار است: به دنیا آوردن فرزندان ناخواسته «می‌تواند زندگی و آینده رنج‌آوری را به زن تحمیل کند»؛ ممکن است باعث ایجاد آسیب روانشناختی قریب‌الوقوع بشود، مراقبت از کودک ممکن است بر سلامت جسمی و روانی مادر تأثیر منفی بگذارد؛ و همه اطرافیان کودک ناخواسته را دچار رنج کند.
اما دیوان در رأی خود، مطلق‌بودن حق بر حریم خصوصی را مردود شناخت و اعلام کرد که بین حق سقط و سایر منافع دولت باید تعادل برقرار شود. دیوان اعلام کرد که دو منفعت دولت به قدر کافی «قانع‌کننده» هستند که بتوانند محدودیت‌هایی بر حق زن باردار در انتخاب سقط جنین ایجاد کنند: نخست، حفاظت از سلامت مادر، و دوم، حفاظت از حیات جنین.
وکلای دولت تگزاس استدلال کردند که ممنوعیت کامل سقط جنین به این جهت قابل توجیه است که «حیات» در همان لحظه لقاح آغاز می‌شود بنابراین منفعت دولت در حفاظت از حیات جنین، فارغ از مرحله بارداری، به همه بارداری‌ها اعمال می‌شود. اما دیوان اعلام کرد هیچ نشانه‌ای در دست نداریم که کلمه «شخص» (person) در متن قانون اساسی، شامل جنین نیز باشد و استدلال دولت تگزاس مبنی بر «شخص» تلقی‌شدن جنین را رد کرد. در رای دیوان ذکر شده‌است که همچنان اختلاف‌نظرهای بزرگی پیرامون زمان آغاز حیات جنین وجود دارد.
دیوان برای برقراری تعادل میان حق حریم خصوصی زن و منافع دولت‌های ایالتی برای حفاظت از سلامت مادر و حیات جنین، چارچوبی مبتنی بر سه مرحله سه‌ماهه بارداری را پیش‌بینی کرد. دادگاه حکم داد که در سه‌ماهه اول، وقتی باور بر این است که عمل سقط ایمن‌تر از زایمان است دولت ایالتی نمی‌تواند هیچ‌گونه محدودیتی بر آزادی زن برای انتخاب سقط وضع کند به‌جز مراقبت‌های پزشکی حداقلی مانند انجام سقط توسط پزشکان ذیصلاح. از سه‌ماهه دوم به بعد، شواهد مبنی بر ریسک فزاینده برای سلامت مادر، به دولت‌ها اجازه می‌دهد برای عمل سقط جنین مقررات پزشکی وضع کنند مادامی که برای حفاظت از سلامت مادر معقول باشد و به شیوه مضیق انجام شود. از آغاز سه‌ماهه سوم به بعد، منفعت دولت ایالتی برای حفاظت از حیات جنین آنقدر قانع‌کننده می‌شود که می‌تواند سقط را به کلی ممنوع کند جز در صورتی که برای حفاظت از جان یا سلامت مادر لازم باشد.
دیوان در نهایت بر اساس تحلیل‌های خود، قانون ایالت تگزاس را مغایر با قانون اساسی آمریکا تشخیص می‌دهد.

## مقابله با سقط جنین
در دهه ۱۹۸۰ با حاکمیت راستگرایان در دولت رونالد ریگان، برخی استثنائاتی در مورد حکم دیوان عالی فدرال در نظر گرفته شد. از آنجا که محافظه کاران حتی در دوران اوج قدرت خود نتوانستند به اصل حکم Roe v. Wade خدشه‌ای وارد کنند به سوی محدود کردن آن حرکت کردند. بر اساس یک قاعده حقوق به نام «قاعده سکوت» کلینیک‌های دولتی که در زمینه برنامه‌ریزی خانوادگی کار می‌کردند از ارائه توصیه و مشورت در مورد سقط جنین به زنان حامله منع شدند. به اعتقاد محافظه کاران، پرداخت پول مالیات دهندگان آمریکایی به اقدامی که حاصل آن کشتن یک موجود زنده‌است، پذیرفتنی نبود. همچنین استفاده از بودجه فدرال برای سقط جنین مگر در موارد ضروری برای نجات جان یک زن ممکن نبود. بدین ترتیب در زمان حاکمیت راستگرایان در دهه ۱۹۸۰ و اوایل دهه ۱۹۹۰ تنها کلینیک‌های خصوص مجاز بودند که زنان باردار را در مورد سقط جنین مشاوره بدهند. این قاعده بعدها در زمان کلینتون در نخستین روزهای ریاست جمهوری وی ملغی شد. به اعتقاد لیبرال‌ها «قاعده سکوت» موجب شده بود که زنان فقیر در شرایط دشوارتری و بدون مشاوره‌های رایگان کلینیک‌های دولتی تن به عمل خطرناک سقط جنین بدهند. در حالی که محروم کردن این زنان به نظر هواداران «حق انتخاب» به منزله اعمال تبعیض علیه فقرا و به خطر انداختن جان آنان تلقی می‌شد.
همچنین در سال ۱۹۸۹ دیوان عالی به ایالت‌ها اجازه داد تا سقط جنین را در کلینیک‌های دولتی یا توسط کارمندان دولتی ممنوع کنند.
همچنین در دوران ریگان – بوش، براساس «مقررات مکزیکوسیتی» دولت آمریکا از ارائه کمک به نهادهای بین‌المللی که سقط جنین را در کشورهای در حال توسعه ترغیب می‌کردند منع شد. راست‌گرایان آمریکایی در اواخر دهه ۱۹۸۰ که پرداخت سهمیه مالی دولت آمریکا به سازمان ملل را در سنای این کشور متوقف کردند چنین ادله‌ای را بیان می‌کردند. از دیدگاه محافظه کاران، سازمان ملل متحد در چارچوب صندوق جمعیت ملل متحد به شکل آشکاری زنان فقیر را به سقط جنین تشویق می‌کرد. حتی برخی راستگرایان به شدت رادیکال در آمریکا دیگر شیوه‌های توصیه شده سازمان ملل برای کنترل جمعیت را نیز اقدامی مغایر با اخلاق اجتماعی و وظایف ذاتی سازمان ملل می‌دانستند؛ بنابراین هنگامی که بیل کلینتون «مقررات مکزیکوسیتی» را باطل اعلام کرد و همسرش، هیلاری کلینتون در اجلاس بین‌المللی جمعیت در پکن انجام سقط جنین را یکی از راه‌های مؤثر بارداری‌های ناخواسته توصیف نمود با موجی از خشم و نفرت راستگرایان مواجه شد.
مهم‌ترین قانون در برابر آزادی سقط جنین، رای دادگاه عالی در پرونده «فرزندپروری تنظیم‌شده در برابر کیسی» در سال ۱۹۹۲ بود. بر پایه این حکم ایالت‌ها می‌توانند سقط جنین به دلایل غیر پزشکی را حتی در سه‌ماهه اول محدود کنند. با اینکه قانون جدید نباید بار مسئولیت ناروایی را بر دوش زنانی که به دنبال خدمات سقط جنین هستند بگذارد. اما این زن باید ثابت کند که مقررات ضرر دارد و نه مسئولان. در نتیجه این رای بسیاری از ایالت‌ها محدودیت‌های بسیاری وضع کردند. از جمله اینکه زنان باردار جوان باید رضایت والدین خود یا قاضی را در تصمیم خود برای سقط جنین مشارکت دهند. همچنین بین زمانی که زن اولین‌بار به کلینیک سقط جنین مراجعه می‌کند تا زمان انجام عمل فاصله‌ای وجود داشته باشد تا از ۳ ماه نخست بارداری بگذرد و دیگر اختیار مطلق در سقط جنین نداشته باشد. این قانون هزینه سقط جنین را (به‌ویژه برای زنان فقیر) بسیار بالا برد؛ زیرا برای سقط جنین باید به ایالت‌های دیگر می‌رفتند.
در اوت ۱۹۹۴ برای نخستین بار یک پزشک به دلیل انجام سقط جنین توسط یک فرد مسلح کشته شد. پاول هیل، عضو یک گروه شبه نظامی (ملیشیا) در دادگاه صراحتاً علت قتل دکتر جان بریتون را نقش این دکتر در مرگ هزاران جنین سقط شده عنوان کرد. تا پایان دهه ۱۹۹۰ بارها کلینیک‌های سقط جنین توسط گروه‌های مورد نظر، مورد حمله قرار گرفت. اغلب این کلینیک‌ها در منطقه جنوب که به کمربند انجیلی معرف است واقع شده بودند.

## لغو حکم رو علیه وید توسط دیوان عالی
شکایت دابز علیه سازمان سلامت زنان جکسن یک چالش حقوقی دربارهٔ قانون سن بارداری مصوب ۲۰۱۸ ایالت می‌سی‌سی‌پی بود. این قانون، سقط جنین پس از هفتهٔ پانزدهم بارداری را ممنوع می‌کرد و تنها استثنای این ممنوعیت، مشکلات اضطراری پزشکی یا غیرطبیعی‌بودن جنین بود. به محض تصویب این قانون، تنها کلینیک سقط جنین ایالت می‌سی‌سی‌پی یعنی سازمان سلامت زنان جکسون، شکایتی علیه این قانون طرح کرد و دادگاه‌های فدرال به می‌سی‌سی‌پی دستور قضایی دادند که در اجرای این قانون دست نگه دارد. دادگاه‌های فدرال عنوان کردند که این قانون ناقض نقطهٔ توانایی بقای جنین در ۲۴ هفتگی است که پیش از این پذیرفته شده بود. می‌سی‌سی‌پی در ۱۵ ژوئن ۲۰۲۰ از دیوان عالی درخواست کرد تا به این پرونده رسیدگی کند و دیوان عالی در ۱۷ مه ۲۰۲۱ این درخواست را تأیید نمود اما رسیدگی خود را محدود به این سؤال کرد که «آیا در سقط جنین انتخابی، همه ممنوعیت‌های وضع‌شده مربوط به پیش از نقطهٔ توانایی بقای جنین، خلاف قانون اساسی هستند یا خیر». دیوان تصمیم گرفت به دو سؤال دیگری که ایالت می‌سی‌سی‌پی طرح کرده بود رسیدگی نکند.
در ۲ مه ۲۰۲۲ نشریهٔ پولیتیکو پیش‌نویس اولیهٔ نظر اکثریت قضات دیوان را که توسط قاضی ساموئل آلیتو نوشته شده و درز کرده بود منتشر کرد. این پیش‌نویس در فوریهٔ ۲۰۲۲ بین قضات دادگاه دست به دست شده بود. آلیتو در این پیش‌نویس نوشته بود که «به نظر ما [احکام قبلی دیوان در پرونده‌های] «رو» و «پلند پرنت‌هود علیه کیسی» باید لغو شوند. وقت آن است که به قانون اساسی وقع بگذاریم و مسئله سقط جنین را به نمایندگان منتخب مردم بازگردانیم». انتشار پیش‌نویس نظر یک قاضی در پرونده‌ای که در دست رسیدگی است در تاریخ دیوان عالی آمریکا بی‌سابقه بود. این سند، حکم نهایی دیوان نبود و قضات هنوز می‌توانستند رأی خود را تغییر بدهند. دیوان عالی در بیانیه‌ای رسمی تأیید کرد که سند درزکرده اصالت دارد و جان رابرتس (قاضی ارشد دیوان) در بیانیه‌ای انتشار این سند را «خیانت به اعتماد دیوان» نامید. در پی درز و انتشار این پیش‌نویس، اعتراضات و تظاهرات مختلفی در آمریکا به راه افتاد.
در ۲۴ ژوئن ۲۰۲۲ دیوان عالی با ۶ رأی موافق در برابر ۳ رأی مخالف، قانون سن بارداری می‌سی‌سی‌پی را تثبیت کرد و با ۵ رأی موافق در برابر ۴ رأی مخالف، حکم «رو علیه وید» را لغو نمود. حکم نهایی توسط قاضی آلیتو نوشته شده بود و درست مانند پیش‌نویس درزکرده، در آن گفته شده بود که حکم رو علیه وید «از ابتدا به شکل فاحشی غلط» و استدلال آن فوق‌العاده ضعیف بوده‌است. در این حکم همچنین آمده بود که حکم رو علیه وید باعث «برانگیختن مجادله و تعمیق تفرقه» شده و لغو آن می‌تواند «مسئله سقط جنین را به نمایندگان منتخب مردم بازگرداند».